# Schwentinental
Schwentinental è una città di 13 873 abitanti abitanti dello Schleswig-Holstein, in Germania.

Appartiene al circondario (Kreis) di Plön (targa PLÖ).

## Geografia fisica
Il territorio comunale è bagnato dal fiume Schwentine.